# Usta Gambar Garabaghi
Usta Gambar Garabaghi (en azéri : Usta Qəmbər Qarabağı ; né en 1830 à Choucha, Empire russe et mort en 1905 à Choucha, Empire russe) est un peintre azeri.

## Apprentissage
Dans sa ville natale, Gambar Garabaghi étudie auprès de maîtres et reçoit une excellente éducation. Dès son plus jeune âge, il crée des effets à base de pierres colorées, obtient des couleurs à partir des fleurs, des différentes épluchures des fruits et de légumes et faits de différentes peintures. Il prépare la couleur et fabrique son pinceau à partir des plumes d'oiseau.

## Peintures murales
Usta Gambar Garabaghi est l'auteur de peintures murales décoratives lumineuses à la détrempe à l'œuf (motifs végétaux et zoomorphes) à l'intérieur du Palais des Khans de Cheki, dans les maisons de Safi-bey, Rustamov et Mehmandarov à Choucha, et d’autres. L'Institut des manuscrits de l'Académie nationale des sciences conserve également le manuscrit du maître Gambar Garabaghi, orné de motifs. Il peint diverses peintures non seulement dans le palais des Khans de Cheki, mais également sur les murs d'un certain nombre de domaines et de palais construits à Choucha. De plus, dans le palais des Mehmandarov, se trouvent un grand nombre d'œuvres du maître Gambar. 

## Diverses activités
Usta Gambar fait partie de l'histoire des beaux-arts du XIXe siècle, tout d'abord en tant qu'auteur de peintures murales. En plus de la peinture, il s’occupe de divers domaines d’art et de l'artisanat. Miroirs décoratifs bouclés, vases à décor en métal, coffres brodés, motifs de tatouages, filets ajourés, quelques sculptures taillées dans le bois (survécus même avant l'occupation de Choucha) témoignent de la richesse de l'œuvre de l’artiste. On note même que maître Ganbar était un ami proche de Mirza Kadym Irevani (en), artiste à Erevan et fondateur de la peinture de chevalet. Ensemble, ils participent à la peinture du palais de Sardar (en) à Erevan. Usta Gambar est reconnu comme un artiste, sculpteur et architecte exceptionnel non seulement en Azerbaïdjan, dans le Caucase, mais aussi au Moyen-Orient.

## Galerie

Peintures murales du Palais des Khans de Chéki
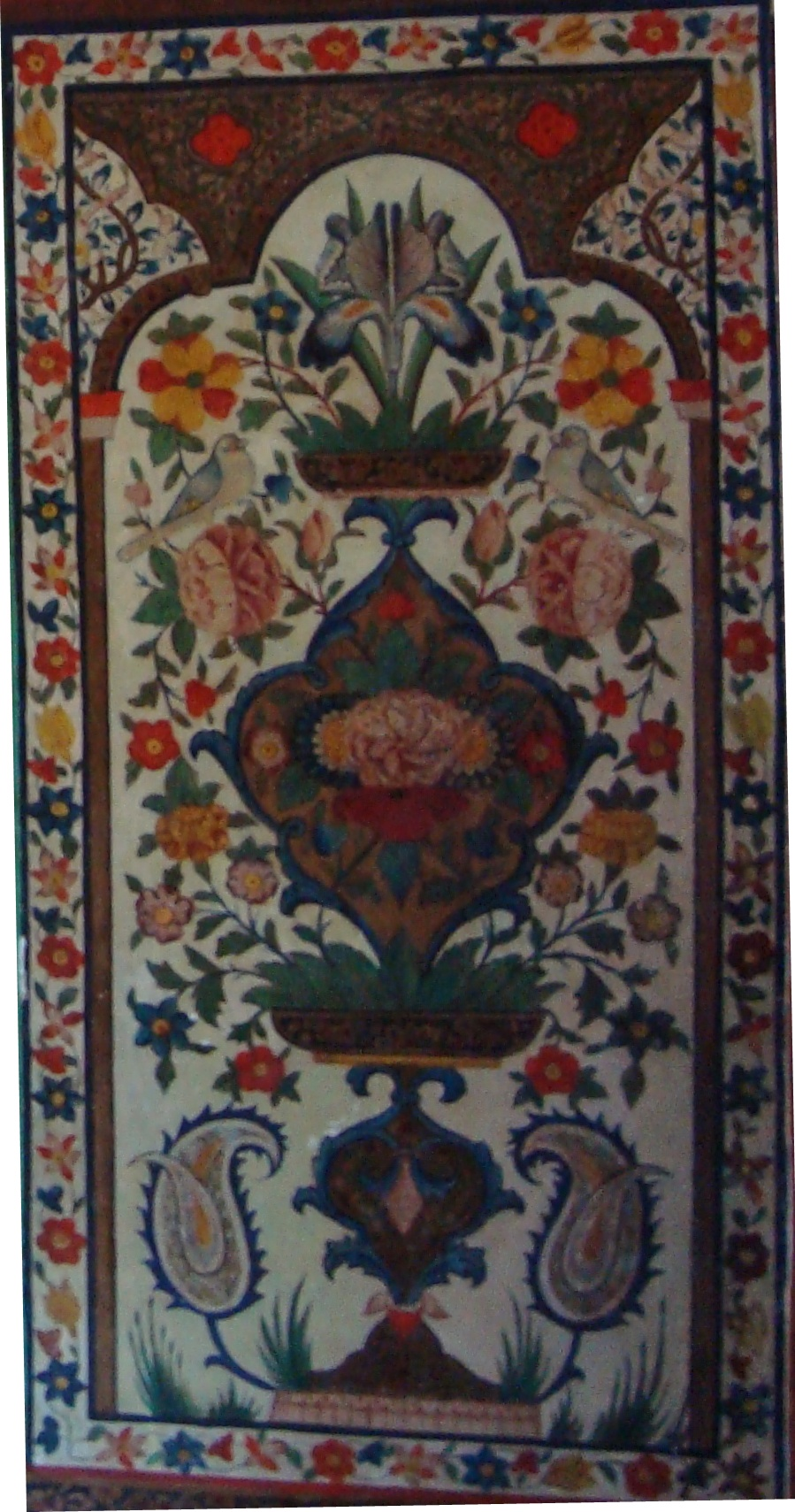
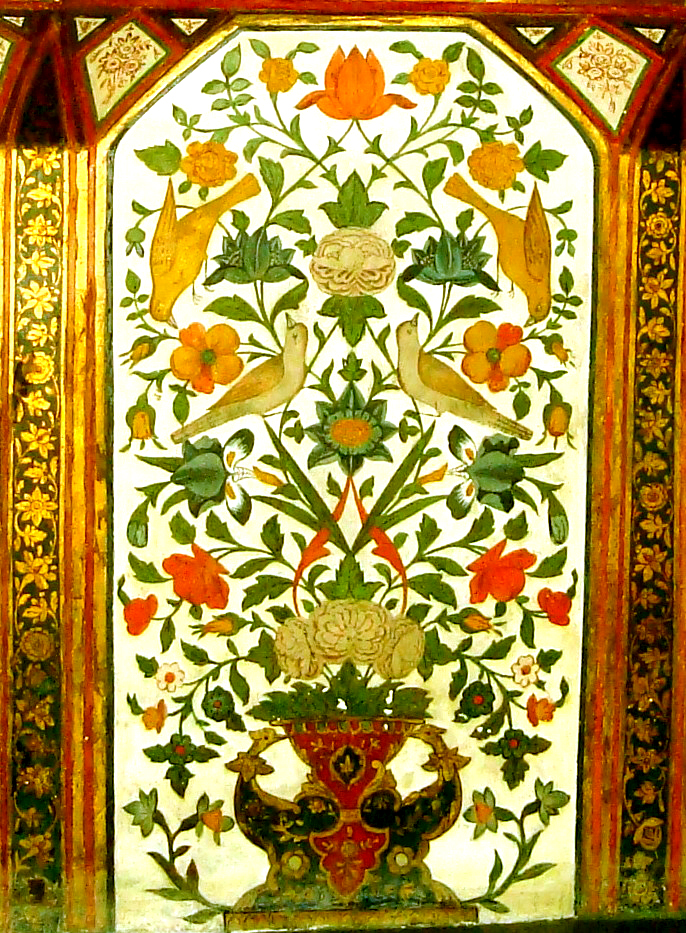
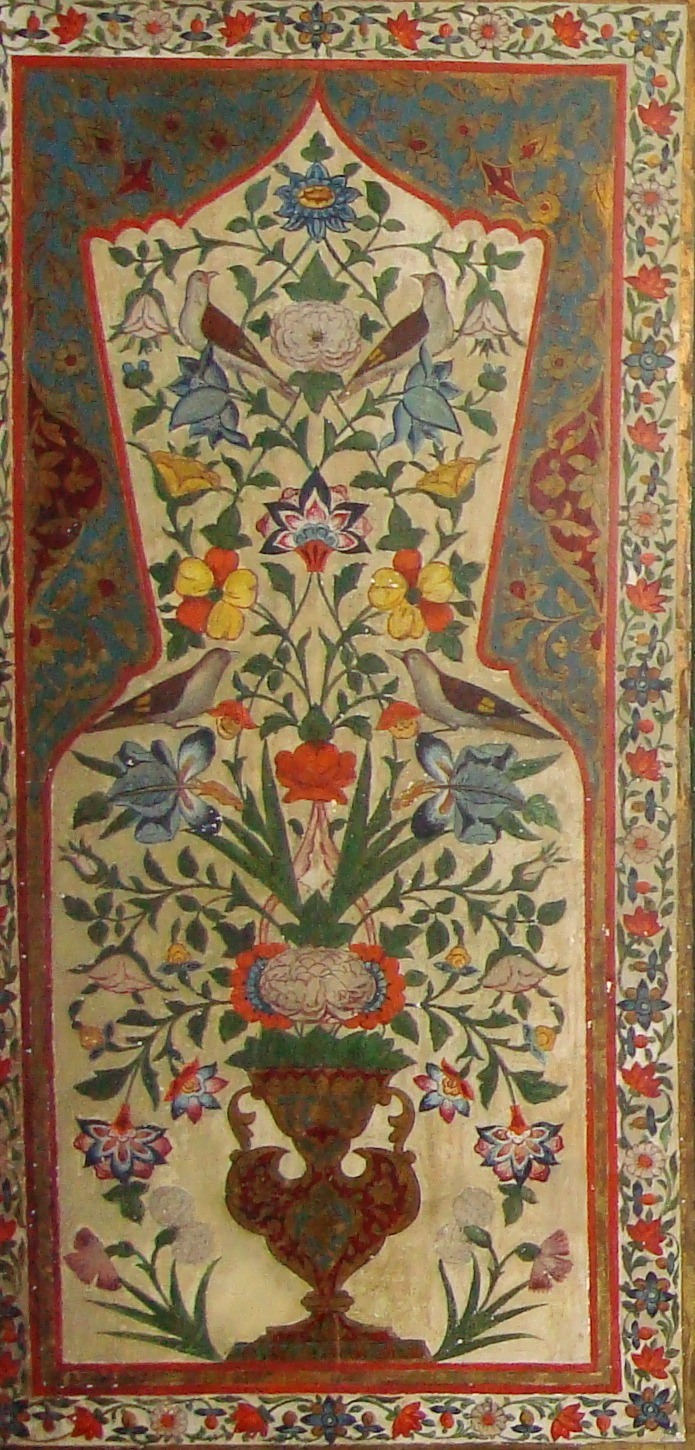